# كالفن وهوبس
كالفن وهوبز (بالإنجليزية: Calvin and Hobbes)‏ هي سلسلة قصص كرتونية فكاهية أمريكية من تأليف بيل واترسون. بدأ بتوزيعها في سنة 1985 وانتهى توزيعها في سنة 1995. حصدت السلسلة على شعبية ومبيعات كبيرة وقتها. قصص السلسلة كانت تتكلم عن فتى في السادسة من العمر اسمه كالفن يعيش في مكان ريفي في الولايات المتحدة ومغامراته مع صديقه النمر هوبس وعلاقاته مع أصدقائه وعائلته ومع صديقته المقربة سوزي ديركنز. طرحت القصص عدة مواضيع تعلقت بالمحافظة على البيئة والتعليم العام. وصلت مبيعات السلسلة في الولايات المتحدة والعالم إلى أكثر من 45 مليون نسخة.